# 小熊虾属
高棘小熊蝦是小熊虾屬的唯一物种，屬於節肢動物門、恐蝦綱、放射齒目的赫德蝦科。其生活在寒武紀第三期的加拿大和美國海裡。原认为该属物种在前附肢上有成对刺，是赫德虾科中首例，但後經證實僅有一排刺。目前，小熊蝦在系統發生學中的位置尚不明確，仍需更多前附肢化石來進一步評估。2025年，有學者在中國南方發現關係相近的物種。

## 發現
- 卡拉拉地層的前附肢化石照片與保存情況圖
- 帽山地層的前附肢化石照片與保存情況圖

小熊蝦的化石產地位於加拿大西北地方的帽山地層，屬於小熊生物群（Little Bear biota）。該地共發現四具接近完整或完整的標本，編號分別為GSC 140185、GSC 135494、GSC 140184 和GSC 140186。此外，在美國內華達州奈縣拉斯槍斯山脈卡拉拉地層裡的詹樂石灰岩段（Jangle Limestone Member），也疑似發現該物種的化石，編號KUMIP 492945，該標本僅保存了前附肢末端。此外，在英國北威爾斯的甘姆河生物群（Afon Gam Biota）和中國貴州的三都地層（Sandu Formation）中，也發現了相似的前附肢化石。
雖然小熊蝦的前附肢化石早在1996年就已發現，但直到2019年才正式發表。該物種是放射齒目中唯一在帽山地層出現的已知化石物種。

## 命名
Ursulinacaris源自拉丁語：「ursulina」意思是「來自小熊」（ursa是小熊的意思），指發現化石的地點；「caris」的意思是「螃蟹」，是恐蝦綱的常用學名字尾。种加词：「grallae」的意思是「高蹺」，对应其細長且成對的前附肢棘形態。

## 特徵

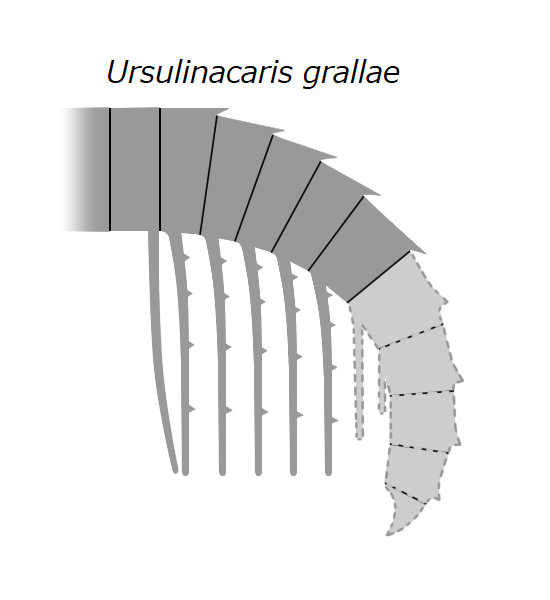
小熊蝦的前附肢復原圖，圖中淺灰色區塊為化石保存不當部分

小熊蝦的前附肢長約13至24毫米，節數不明確，推測在第七節之後可能還有五至六節。每節的寬度約為高度的兩倍。第二節末端突出一根細長、向前彎曲並朝附肢末端傾斜的刺。第三至第七節的腹側中間各具一對細長的刺，部分標本顯示這些刺的後緣可能帶有更小的刺。第八節及之後的節逐漸變寬變短，其中第八節的刺較前段縮短，第九節可能同樣具有成對的刺。此外，部分化石顯示前附肢背側邊緣帶有小棘刺，末端可能另有一根刺。
2021年，約瑟夫·莫伊休克（Joseph Moysiuk）和吉恩-貝爾納·卡隆指出，小熊蝦前附肢上的刺僅有單列。研究認為，這是由於化石壓縮導致刺邊緣平行並列。若前附肢上原本具有成對刺，應可觀察到明顯的間距。這類情況也曾在斯坦利蝦的化石中出現，因其前附肢結構較為複雜。